# Fibrose rétropéritonéale
Pour les articles homonymes, voir FRP.
La fibrose rétropéritonéale (FRP), ou maladie d'Ormond, est une maladie présentant une fibrose de l'espace situé derrière le péritoine, espace comprenant les reins, les uretères et l'aorte.
Les symptômes sont variés : lombalgies, obstructions urinaires…

## Étiologie
Dans 70 % des cas, la maladie est idiopathique, c'est-à-dire qu'aucune cause n'apparaît décelable, mais elle peut parfois être secondaire à des affections sévères telles que des cancers et métastases du rétro péritoine, des infections (diverticulite), des traumatismes lombaires, aux irradiations (radiothérapie), des maladies inflammatoires et à des effets secondaires de médicaments dont on peut citer les plus incriminés : méthylsergide, bêtabloquants, ergotamine, méthyldopa, etc. La liste des traitements médicamenteux n'est pas exhaustive.
Les formes idiopathiques peuvent être en rapport avec une maladie inflammatoire touchant les immunoglobuline G4.

## Traitement
Les corticoïde améliorent les symptômes et diminuent l'obstruction sur les voies urinaires. Ils sont donnés de manière prolongée sur une période pouvant aller de six mois à deux ans,.
Une récidive souvent tardive (plus de 10 ans plus tard) impose la reprise du traitement ou l'augmentation des doses,.
Les immunosuppresseurs sont une alternative à la corticothérapie et doivent également être donnés de manière prolongée. Le tamoxifène semble cependant moins efficace que les corticoïdes.